# August Jensen
August Jensen (Bodø, 29 de agosto de 1991) es un ciclista noruego que fue profesional entre 2013 y 2023.

## Palmarés
2015
- Kreiz Breizh Elites, más 1 etapa

2016
- Gran Premio Liberty Seguros, más 1 etapa

2017
- 1 etapa del Tour de Loir-et-Cher
- 2 etapas del Oberösterreichrundfahrt
- 1 etapa de la Arctic Race de Noruega[3]